# Yūsuke Gotō
Yūsuke Gotō (jap. 後藤 優介; * 23. April 1993 in Kanoya, Präfektur Kagoshima) ist ein japanischer Fußballspieler.

## Karriere
Yūsuke Gotō erlernte das Fußballspielen in der Jugendmannschaft von Ōita Trinita. Hier unterschrieb er 2012 auch seinen ersten Profivertrag. Der Verein aus Ōita spielte in der zweithöchsten Liga des Landes, der J2 League. Von Juli 2012 bis Januar 2013 wurde er an HOYO AC ELAN Ōita ausgeliehen. Mit dem Club aus Yufu absolvierte er neun Spiele in der Japan Football League, der vierten Liga des Landes. Nach der Ausleihe kehrte er 2013 zu Trinita zurück. Mittlerweile schaffte der Club 2012 den Aufstieg in die erste Liga. Ende 2013 musste er mit dem Club wieder den Weg in die Zweitklassigkeit antreten. 2014 spielte er zweimal in der J.League U-22 Selection. Diese Mannschaft, die in der dritten Liga, der J3 League, spielte, setzte sich aus den besten Nachwuchsspielern der höherklassigen Vereine zusammen. Das Team wurde mit Blick auf die Olympischen Sommerspiele 2016 in Rio de Janeiro gegründet. Die Auswahl der Spieler erfolgte auf wöchentlicher Basis aus einem Pool, für den jeder Verein förderungswürdige Talente benennen konnte; die Zusammensetzung der Mannschaft variierte daher sehr stark von Spiel zu Spiel. 2015 stieg er mit dem Club in die J3 League ab. 2016 wurde er mit dem Verein Meister der dritten Liga und stieg direkt wieder in die zweite Liga auf. Als Vizemeister 2018 der zweiten Liga stieg er in die erste Liga auf. Insgesamt absolvierte er für Ōita 139 Spiele. 2020 wurde er vom Erstligisten Shimizu S-Pulse aus Shimizu unter Vertrag genommen. Am Ende der Saison 2022 musste er mit dem Verein als Tabellenvorletzter in die zweite Liga absteigen. Nach dem Abstieg wechselte er im Februar 2023 zum Zweitligisten Montedio Yamagata. Nach zwei Spielzeiten, in denen er 53 Ligaspiele bestritt, wechselte er im Januar 2025 zum Drittligisten Kamatamare Sanuki.

## Erfolge
Ōita Trinita
- Japanischer Drittligameister: 2016  ▲

- Japanischer Zweitligavizemeister: 2018  ▲